# Rally Cataluña de 2010
El Rally Cataluña de 2010, oficialmente 46è Rally RACC Catalunya – Costa Daurada (Rallye de España), fue la edición 46.ª y la duodécima ronda de la temporada 2010 del Campeonato Mundial de Rally. Se celebró entre el 22 y el 24 de octubre y la prueba contó con 344.88 km cronometrados repartidos en dieciséis tramos sobre asfalto y tierra. Se recuperaban de esta manera los tramos de tierra que desde las primeras ediciones no se incluían. El primer día (viernes 22) se disputaron seis tramos que alternaban el asfalto y la tierra, y los dos siguientes (23 y 24) exclusivamente sobre asfalto.
La prueba la ganó el francés Sébastien Loeb a bordo de un Citroën C4 WRC, que lograba de esta manera su sexta victoria consecutiva en la prueba española. Segundo sería el noruego Petter Solberg con un C4 privado, y tercero el español Dani Sordo con el segundo C4 oficial de Citroën. El francés dominó la prueba de principio a fin, marcando siete scratch, mientras que su compañero de equipo, Sordo logró cuatro que no le bastó para hacerse con el segundo puesto de Solberg con también cuatro mejores tiempos.
Ese año el Rally Cataluña, fue también la sexta y última ronda del Campeonato Junior. La clase la ganó el español Yeray Lemes con un Renault Clio S1600, aunque el protagonista fue Aaron Burkart que finalizó cuarto y le bastó para hacerse con el campeonato, que se disputaba con Hans Weijs Jr., que terminó tercero. Este rally fue el último que se disputó en el certamen junior, puesto que para 2011 fue sustituido por la Academia WRC.

## Itinerario y resultados
| Día            | Tramo | Hora  | Nombre             | Distancia | Ganador         | Tiempo  | Velo. media | Líder rally    |
| -------------- | ----- | ----- | ------------------ | --------- | --------------- | ------- | ----------- | -------------- |
| Día 1 (22 Oct) | SS1   | 8:53  | Terra Alta 1       | 35.94 km  | Sébastien Loeb  | 24:17.2 | 88.79 km/h  | Sébastien Loeb |
| Día 1 (22 Oct) | SS2   | 9:51  | La Ribera d'Ebre 1 | 14.97 km  | Petter Solberg  | 11:18.3 | 79.45 km/h  | Sébastien Loeb |
| Día 1 (22 Oct) | SS3   | 10:34 | Les Garrigues 1    | 12.07 km  | Sébastien Loeb  | 7:22.9  | 98.11 km/h  | Sébastien Loeb |
| Día 1 (22 Oct) | SS4   | 14:47 | Terra Alta 2       | 35.94 km  | Sébastien Ogier | 23:42.4 | 90.96 km/h  | Sébastien Loeb |
| Día 1 (22 Oct) | SS5   | 15:45 | La Ribera d'Ebre 2 | 14.97 km  | Petter Solberg  | 11:08.3 | 80.64 km/h  | Sébastien Loeb |
| Día 1 (22 Oct) | SS6   | 16:28 | Les Garrigues 2    | 12.07 km  | Sébastien Loeb  | 7:25.8  | 97.47 km/h  | Sébastien Loeb |
| Día 2 (23 Oct) | SS7   | 9:59  | Santa Marina 1     | 26.51 km  | Sébastien Loeb  | 15:40.8 | 101.44 km/h | Sébastien Loeb |
| Día 2 (23 Oct) | SS8   | 11:17 | La Mussara 1       | 20.48 km  | Sébastien Loeb  | 11:08.7 | 110.26 km/h | Sébastien Loeb |
| Día 2 (23 Oct) | SS9   | 12:07 | Riudecanyes 1      | 16.32 km  | Sébastien Loeb  | 10:22.7 | 94.35 km/h  | Sébastien Loeb |
| Día 2 (23 Oct) | SS10  | 14:11 | Santa Marina 2     | 26.51 km  | Dani Sordo      | 15:45.3 | 100.96 km/h | Sébastien Loeb |
| Día 2 (23 Oct) | SS11  | 15:29 | La Mussara 2       | 20.48 km  | Sébastien Loeb  | 11:09.7 | 110.09 km/h | Sébastien Loeb |
| Día 2 (23 Oct) | SS12  | 16:34 | Riudecanyes 2      | 16.32 km  | Petter Solberg  | 10:22.5 | 94.38 km/h  | Sébastien Loeb |
| Día 3 (24 Oct) | SS13  | 8:40  | El Priorat 1       | 42.04 km  | Dani Sordo      | 23:46.4 | 106.10 km/h | Sébastien Loeb |
| Día 3 (24 Oct) | SS14  | 10:09 | La Serra d'Almos 1 | 4.11 km   | Dani Sordo      | 2:34.7  | 95.64 km/h  | Sébastien Loeb |
| Día 3 (24 Oct) | SS15  | 12:30 | El Priorat 2       | 42.04 km  | Dani Sordo      | 23:40.6 | 106.54 km/h | Sébastien Loeb |
| Día 3 (24 Oct) | SS16  | 13:59 | La Serra d'Almos 2 | 4.11 km   | Petter Solberg  | 2:35.2  | 95.34 km/h  | Sébastien Loeb |

## Clasificación final
| Pos.     | Piloto             | Copiloto           | Automóvil             | Tiempo    | Diferencia | Puntos  |
| General  | General            | General            | General               | General   | General    | General |
| -------- | ------------------ | ------------------ | --------------------- | --------- | ---------- | ------- |
| 1.       | Sébastien Loeb     | Daniel Elena       | Citroën C4 WRC        | 3:32:59.7 | 0.0        | 25      |
| 2.       | Petter Solberg     | Chris Patterson    | Citroën C4 WRC        | 3:33:35.0 | +35.3      | 18      |
| 3.       | Dani Sordo         | Diego Vallejo      | Citroën C4 WRC        | 3:33:40.8 | +41.1      | 15      |
| 4.       | Jari-Matti Latvala | Miikka Anttila     | Ford Focus RS WRC 09  | 3:34:19.2 | +1:19.5    | 12      |
| 5.       | Mikko Hirvonen     | Jarmo Lehtinen     | Ford Focus RS WRC 09  | 3:39:32.6 | +6:32.9    | 10      |
| 6.       | Matthew Wilson     | Scott Martin       | Ford Focus RS WRC 08  | 3:41:17.3 | +8:17.6    | 8       |
| 7.       | Khalid Al Qassimi  | Michael Orr        | Ford Focus RS WRC 08  | 3:46:05.4 | +13:05.7   | 6       |
| 8.       | Henning Solberg    | Stéphane Prévot    | Ford Fiesta S2000     | 3:46:10.9 | +13:11.2   | 4       |
| 9.       | Ken Block          | Alex Gelsomino     | Ford Focus RS WRC 08  | 3:49:00.9 | +16:01.2   | 2       |
| 10.      | Sébastien Ogier    | Julien Ingrassia   | Citroën C4 WRC        | 3:50:23.8 | +17:24.1   | 1       |
| JWRC     |                    |                    |                       |           |            |         |
| 1. (12.) | Yeray Lemes        | Rogelio Peňate     | Renault Clio S1600    | 3:55:58.0 | 0.0        | 25      |
| 2. (14.) | Todor Slavov       | Dobromir Filipov   | Renault Clio R3       | 4:01:42.5 | +5:44.5    | 18      |
| 3. (18.) | Hans Weijs, Jr.    | Bjorn Degandt      | Citroën C2 S1600      | 4:06:48.5 | +10:50.5   | 15      |
| 4. (26.) | Aaron Burkart      | André Kachel       | Suzuki Swift S1600    | 4:24:43.1 | +28:45.1   | 12      |
| 5. (27.) | Harry Hunt         | Sebastian Marshall | Ford Fiesta R2        | 4:24:52.4 | +28:54.4   | 10      |
| 6. (28.) | Martin Kangur      | Martin Järveoja    | Honda Civic Type-R R3 | 4:26:03.1 | +30:05.1   | 8       |

## Campeonato
- Resultados del campeonato tras la celebración del Rally Cataluña:[3]

### Campeonato de pilotos
| Pos. | Piloto               | SWE | MEX | JOR | TUR | NZL | POR | BUL | FIN | GER | JPN | FRA | ESP | GBR | Puntos |
| ---- | -------------------- | --- | --- | --- | --- | --- | --- | --- | --- | --- | --- | --- | --- | --- | ------ |
| 1    | Sébastien Loeb       | 2   | 1   | 1   | 1   | 3   | 2   | 1   | 3   | 1   | 5   | 1   | 1   |     | 251    |
| 2    | Sébastien Ogier      | 5   | 3   | 6   | 4   | 2   | 1   | 4   | 2   | 3   | 1   | 6   | 10  |     | 167    |
| 3    | Jari-Matti Latvala   | 3   | 5   | 2   | 8   | 1   | Ret | 6   | 1   | 4   | 3   | 4   | 4   |     | 156    |
| 4    | Petter Solberg       | 9   | 2   | 3   | 2   | Ret | 5   | 3   | 4   | 5   | 2   | 3   | 2   |     | 151    |
| 5    | Daniel Sordo         | 4   | 14  | 4   | Ret | 5   | 3   | 2   | 5   | 2   | 4   | 2   | 3   |     | 140    |
| 6    | Mikko Hirvonen       | 1   | 4   | 20  | 3   | 4   | 4   | 5   | Ret | Ret | 6   | 5   | 5   |     | 114    |
| 7    | Matthew Wilson       | 7   | 16  | 5   | 7   | 6   | 6   | 9   | 6   | 6   | 22  | 8   | 6   |     | 68     |
| 8    | Henning Solberg      | 6   | 6   | 9   | 17  | 7   | Ret | 10  | Ret | 37  | 7   | 9   | 8   |     | 37     |
| 9    | Federico Villagra    |     | 7   | 7   | 6   | 9   | 8   |     |     |     | 8   | 7   | 15  |     | 36     |
| 10   | Kimi Räikkönen       | 29  | Ret | 8   | 5   |     | 10  | 11  | 25  | 7   | Ret | Ret | Ret |     | 21     |
| 11   | Mads Østberg         | 8   |     |     |     |     | 7   |     | 7   | 16  |     | 41  |     |     | 16     |
| 12   | Khalid Al Qassimi    | 13  |     |     |     |     | 9   |     | Ret | 8   | Ret | 13  | 7   |     | 12     |
| 13   | Per-Gunnar Andersson | 10  |     | 16  |     |     | 16  | 7   | 10  | 13  |     |     |     |     | 8      |
| 14   | Jari Ketomaa         |     |     | 25  |     | 8   | 11  |     | Ret |     | 9   | 11  |     |     | 6      |
| 15   | Xavier Pons          |     | 8   | 10  |     | 10  | 12  |     |     | 15  |     | 15  |     |     | 6      |
| 16   | Frigyes Turán        |     |     |     |     |     | 23  | 8   |     |     |     | Ret | Ret |     | 4      |
| 17   | Juha Kankkunen       |     |     |     |     |     |     |     | 8   |     |     |     |     |     | 4      |
| 18   | Martin Prokop        | 14  | 9   |     |     | 11  |     |     | 13  | 11  | 10  | 21  |     |     | 3      |
| 19   | Dennis Kuipers       | 37  |     |     | 9   |     | 19  | 13  | Ret | 24  |     | 17  |     |     | 2      |
| 20   | Ken Block            |     | 18  |     | 24  |     | Ret |     |     |     |     | 12  | 9   |     | 2      |
| 21   | Juho Hanninen        |     |     |     |     |     | Ret |     | 9   |     |     |     |     |     | 2      |
| 22   | Mark Van Eldik       |     |     |     |     |     |     |     |     | 9   |     |     |     |     | 2      |
| 23   | Patrik Sandell       | 15  |     | 23  |     | 12  |     |     | 11  | 10  |     | 10  |     |     | 2      |
| 24   | Armindo Araújo       | 23  | 10  | 12  |     |     | 14  |     |     | 18  |     | 16  |     |     | 1      |
| 25   | Aaron Burkart        |     |     |     | 10  |     | 32  |     |     | 26  |     | 36  |     |     | 1      |

### Campeonato de constructores
| Pos. | Constructor         | SWE | MEX | JOR | TUR | NZL | POR | BUL | FIN | GER | JPN | FRA | ESP | GBR | Puntos |
| ---- | ------------------- | --- | --- | --- | --- | --- | --- | --- | --- | --- | --- | --- | --- | --- | ------ |
| 1    | Citroën             | 30  | 31  | 40  | 25  | 30  | 33  | 43  | 33  | 43  | 37  | 43  | 43  |     | 431    |
| 2    | Ford                | 40  | 27  | 20  | 24  | 40  | 12  | 22  | 25  | 12  | 28  | 27  | 27  |     | 304    |
| 3    | Citroën Junior Team | 14  | 18  | 16  | 27  |     | 31  | 19  | 20  | 23  | 15  | 10  | 6   |     | 199    |
| 4    | Stobart Ford        | 14  | 14  | 16  | 12  | 18  | 10  | 14  | 10  | 10  | 12  | 10  | 18  |     | 158    |
| 5    | Munchi's Ford       |     | 8   | 8   | 10  | 6   | 8   |     |     |     | 6   | 8   | 4   |     | 58     |